# Р-195
Р-195 – авиационный двухвальный турбореактивный двигатель. Предназначен для установки на самолёты семейства Су-25.

## История
Разработан в 1986 году под руководством  С. А. Гаврилова на базе двигателя Р-95Ш. Серийное производство развёрнуто на Уфимском моторостроительном производственном объединении» в 1987 году.

## Варианты
- Р-195ПФ - двигатель оснащённый форсажной камерой с тягой на форсаже 6200 кгс. Предполагалась установка на учебно-тренировочный самолёт С-54.